# Alexander Zorniger
Alexander Zorniger, né le 8 octobre 1967 à Mutlangen, est un footballeur allemand, reconverti entraîneur. Au cours de sa carrière de joueur, il évoluait au poste de milieu de terrain.

## Carrière d'entraîneur

### Début de carrière
Zorniger commence sa carrière d'entraîneur en tant qu'entraîneur en chef du Normannia Gmünd, puis comme entraîneur adjoint du VfB Stuttgart, et en tant qu'entraîneur-chef du Sonnenhof Großaspach.

### RB Leipzig
Zorniger devient entraîneur-chef du RB Leipzig le 3 juillet 2012. Il dirige le club pour une saison, en réussissant l'exploit de terminer invaincu dans toutes les compétitions. L'équipe termine la saison avec 21 victoires et 9 nuls, et se qualifie pour la phase finale. Les joueurs remportent la première manche 2–0, puis font nul lors de la seconde, 2–2. Ils battent également le Chemnitzer FC en finale de la Coupe de Saxe. Zorniger est limogé du club le 11 février 2015. 

### Retour ai VfB Stuttgart
Le 25 mai 2015, le VfB Stuttgart annonce lors d'une conférence de presse que Zorniger est leur nouvel entraîneur-chef. Il signe un contrat avec le club courant jusqu'à l'été 2018. Toutefois, il se voit limogé dès le 24 novembre 2015, après la défaite de Stuttgart face au FC Augsbourg, 4-0. Il termine son passage à Stuttgart avec un bilan de cinq victoires, un match nul et neuf défaites. 

### Brøndby IF
Le 17 mai 2016, le club danois de Superliga, le Brøndby IF, annonce le recrutement d'Alexander Zorniger en tant que nouvel entraîneur principal. Il signe un contrat de deux ans. Le 30 juin, Zorniger fait ses débuts officiels en battant l'équipe islandaise de Valur 4 à 1 lors du premier tour des qualifications de la Ligue Europa. Une semaine plus tard, Brøndby remporte le match retour 6-0 à domicile. Le 17 juillet, Zorniger fait ses débuts en Superliga en s'imposant 4-0 à domicile contre l'Esbjerg fB. Le 4 août, Zorniger réussi étonnamment à mener Brøndby aux dépens du club allemand, le Hertha BSC, au troisième tour de la qualification pour la Ligue Europa, en s'imposant 3 buts à 2 au global après une défaite de 0 à 1 à Berlin une semaine auparavant. Hertha fait partie des équipes qui ont battu le Stuttgart de Zorniger lors de son passage au club en 2015. Le 21 août, Brøndby bat l'AGF Århus 7–0 au Ceres Park, infligeant ainsi à ses adversaires leur plus grande défaite de l'histoire de la Superliga. À la fin du même mois, après un match nul 1 à 1 à domicile contre le FC Copenhague, son rival, Brøndby, passe en tête du classement de la Superliga par la différence de buts, à égalité avec le FC Copenhague et l'Aalborg BK. Le 18 septembre, Zorniger perd son premier match en Superliga à la tête de Brøndby, battu étonnamment 2-1 à domicile par le Viborg FF. 
Zorniger termine sa première saison à la tête de Brøndby en tant que finaliste, un exploit que le club n'avait pas réalisé depuis 2006. 
Le 10 mai 2018, le Brøndby IF remporte la finale de la Coupe du Danemark, en s'imposant 3-1 contre le Silkeborg IF. 
Le 18 février 2019, il est limogé du Brøndby IF, après une défaite face à l'Esbjerg fB la veille. La décision est prise par le conseil d'administration, qui ne pense plus qu'Alexandre Zorniger est capable de mener l'équipe vers l'avant dans la stratégie nommée 6.4, "l'ADN de Brøndby" manquant au style de jeu et d'entraînement d'Alexander Zorniger.
- 2010-2012 :  Sonnenhof Großaspach
- 2012-2015 :  RB Leipzig
- 2015 :  VfB Stuttgart
- 2016-2019 :  Brøndby IF
- 2021-2022 :  Apollon Limassol FC
- 2022-2024 :  SpVgg Greuther Fürth
- depuis 2025 :  Odense

## Palmarès d'entraîneur
RB Leipzig
- Champion de 3. Liga en 2014
- Vainqueur de la Regionalliga Nordost en 2013
- Vainqueur de la Coupe de Saxe en 2013

Brøndby IF
- Vainqueur de la Coupe du Danemark en 2018